# Yahoo! Messenger
Yahoo! Messenger (đôi khi được viết tắt là Y!M) là một ứng dụng nhắn tin tức thời có hỗ trợ quảng cáo và giao thức liên quan được cung cấp bởi Yahoo!. Yahoo! Messenger được cung cấp miễn phí và có thể tải xuống để sử dụng với một ID Yahoo chung, cho phép truy cập vào các dịch vụ khác của Yahoo!, như là Yahoo! Mail. Dịch vụ này cũng cung cấp VoIP, chức năng truyền tải tập tin, lưu trữ webcam, dịch vụ gửi tin nhắn văn bản và phòng chat theo nhiều chủ đề khác nhau.
Yahoo! Messenger bắt nguồn từ dịch vụ phòng chat công cộng Yahoo! Chat. Ứng dụng này, ban đầu được gọi là Yahoo! Pager, ra mắt vào ngày 9 tháng 3 năm 1998 và được đổi tên thành Yahoo! Messenger vào năm 1999. Dịch vụ phòng chat chính thức ngừng hoạt động vào năm 2012.
Ngoài các tính năng nhắn tin tức thời tương tự như ICQ, Yahoo! Messenger cũng cung cấp (trên Microsoft Windows) nhiều tính năng độc đáo như: IMVironments (tùy chỉnh giao diện cửa sổ tin nhắn tức thời, một số trong đó bao gồm những chủ đề được ủy quyền liên quan đến các bộ phim hoạt hình như Garfield hay Dilbert), tích hợp sổ địa chỉ và Custom Status Messages. Đây cũng là ứng dụng IM lớn đầu tiên mang đến tính năng BUZZing và trạng thái âm nhạc.
Một phiên bản Yahoo! Messenger mới đã được phát hành vào năm 2015, thay thế phiên bản cũ hơn. Yahoo! Messenger đã chính thức ngừng hoạt động vào ngày 17 tháng 7 năm 2018, được thay thế bằng dịch vụ mới có tên Yahoo! Together, chỉ để sau đó cũng bị đóng cửa vào năm 2019.

## Tính năng và tiện lợi của Yahoo!

### Yahoo! Voice
Yahoo! Voice is là dịch vụ gọi PC-PC, PC-Điện thoại và Điện thoại-PC thông qua giao thức VoIP, được cung cấp bởi Yahoo! thông qua ứng dụng nhắn tin nhanh Yahoo! Messenger.

### Thư thoại và chia sẻ tập tin
Yahoo! đã thêm tính năng thư thoại và chia sẻ tập tin cho người dùng. Kích thước tập tin lớn nhất là 2GB.

### Plug-in
Từ phiên bản 8.0, Yahoo! Messenger đã thêm khả năng tạo plug-in cho người dùng (thông qua việc sử dụng Yahoo! Messenger Plug-in SDK Lưu trữ ngày 20 tháng 1 năm 2009 tại Wayback Machine miễn phí có sẵn), sau đó sẽ được sử dụng và hiển thị trong triển lãm Yahoo! Plug-in Lưu trữ ngày 7 tháng 10 năm 2006 tại Wayback Machine.

### Tích hợp Yahoo! Mail
Vào ngày 9 tháng 11 năm 2007, Yahoo! đã có kế hoạch tích hợp Yahoo! Mail Beta vào Yahoo! Messenger. Những cuộc đối thoại sẽ được đóng gói và lưu trữ giống như email. Điều này cho phép người dùng tìm nội dung chat được lưu lại một cách dễ dàng, và lưu tập trung vào một chỗ bất kể họ dùng máy tính nào để nói chuyện.

### Tin nhắn Offline
Tin nhắn offline, một tính năng đã có từ lâu của Yahoo!, cho phép người dùng trực truyến gửi tin nhắn đến bạn bè, ngay cả người đó không đăng nhập vào lúc đó. Liên hệ offline sẽ nhận được tin nhắn offline đó vào lần online sau của họ.

### Hoạt động chung vớiWindows Live Messenger
Vào ngày 13 tháng 10 năm 2005, Yahoo! và Microsoft đã thông báo kế hoạch giới thiệu sự liên kết giữa hai trình tin nhắn, tạo nên lượng người dùng tin nhắn nhanh lớn thứ nhì thế giới: 40 phần trăm lượng người dùng (AIM hiện đang giữ 56 phần trăm). Thông báo này sau nhiều năm trời các hãng thứ ba đã thành công trong việc tích hợp (đáng chú ý nhất là Trillian, Pidgin) và những chỉ trích rằng những chương trình tin nhắn nhanh lớn đang "bế quan tỏa cảng". Microsoft cũng đã nói chuyện với AOL để nỗ lực giới thiệu tích hợp mạnh hơn, nhưng đến nay, AOL có vẻ không mặn mà trong việc gia nhập.
Bản liên kết giữa Yahoo! và Windows Live Messenger đã phát hành vào 12 tháng 7 năm 2006. Nó cho phép người dùng Yahoo! và Windows Live Messenger chat với nhau mà không cần phải tạo tài khoản trên dịch vụ bên kia, với điều kiện hai bên phải sử dụng phiên bản mới nhất. Đến nay, người dùng đã có thể nói chuyện bằng âm thanh với nhau.

### Trò chơi
Có nhiều trò chơi và ứng dụng có sẵn dùng trên cửa sổ chat.

### Status
Status (hiện trạng) cho phép người dùng có thể nêu hiện trạng của mình (busy, stepped out...) hoặc lời nhắn gửi. Có thể dùng chúng để dẫn liên kết link. Status hiện ngay gần ID của người chủ sau dấu gạch ngang (-). Các status không viết được Tiếng Việt (hoặc viết sẽ bị mã hoá). Khi muốn, phải có một phần mềm riêng.

## Phiên bản mới nhất
- Windows - 11.0.0.2009 Lưu trữ ngày 7 tháng 9 năm 2008 tại Wayback Machine / 29 tháng 6 năm 2011
- Mac OS X - 3.0b1r2 Lưu trữ ngày 4 tháng 7 năm 2008 tại Wayback Machine / 13 tháng 7 năm 2006
  - Có vài phần mềm bên thứ ba có thể kết nối vào mạng lưới Yahoo! Messenger, như, Fire, Adium và Proteus. Adium có thể vào phòng chat, những phần mềm khác chỉ có chức năng tin nhắn nhanh.
- Unix - 1.0.4 Lưu trữ ngày 14 tháng 2 năm 2008 tại Wayback Machine / tháng 9 năm 2003
  - Phiên bản Unix trông khác với phiên bản Windows.
  - Phiên bản 1.0.6.1 dùng cho Gentoo Linux (~x86).
  - Ai cũng có thể tải về phiên bản 1.0.6 từ trang Unix Beta: http://public.yahoo.com/~mmk/%5B%5D
  - Phần mềm mã nguồn mở nhiều tính năng cho Linux sử dụng Yahoo! Messenger như Pidgin và gyach.
- BlackBerry - Research In Motion Yahoo! đề nghị một chương trình Yahoo! Messenger miễn phí cho thiết bị BlackBerry hiện đại. Chú ý rằng nó không hỗ trợ cho mạng Cingular.